# Синдо Ёсин-рю
Синдо Ёсин-рю (яп. 新道楊心流, «новый путь школы сердца Ивы») — классическое японское боевое искусство (корю), основанное в 1864 году мастером Кацуносукэ Мацуока (яп. 松岡 勝之助).

## История
Школа Синдо Ёсин-рю была основана в 1864 году (поздний период Эдо) мастером Кацуносукэ Мацуока (1836—1898). Мацуока родился в Эдо-Хантэй, штаб-квартире клана Курода. До создания собственного стиля он изучал техники стилей Тоцука-ха Ёсин-рю, Тэндзин Синъё-рю, Хокусин Итто-рю, Дзикисинкагэ-рю и Ходзоин-рю.
Свой первый додзё Кацуносукэ Мацуока открыл в 1858 году в районе Асакуса города Эдо, где он обучал техникам школы Тэндзин Синъё-рю. На протяжении многих лет он убеждался, что современные системы дзюдзюцу (позднего периода Эдо) потеряли большую часть своей военной эффективности. По этой причине в 1864 году он решил объединить свой опыт в кэндзюцу и дзюдзюцу, сформировав новую школу боевых искусств под названием Синдо Ёсин-рю, что в переводе означает «новый путь школы сердца Ивы». К 1868 году Кацуносукэ стал свидетелем реставрации Мэйдзи и воевал на стороне проигравших в войне Босин. После распада сёгуната Токугава Мацуока женился и переехал в село Уэно (к северу от Эдо), и построил там новый додзё. После его переезда додзё в Асакуса стало филиалом школы и перешло под руководство лицензированного инструктора, Иносэ Матакити.
В 1895 году Синдо Ёсин-рю разветвился на две линии, когда старейший ученик Кацуносукэ, Сигэта Обата, получил мэнкё кайдэн и создал свою школу и основал филиал Обата-ха Синдо Ёсин-рю.

### Основная линия
Кацуносукэ Мацуока умер в 1898 году в возрасте 62 лет. В связи с отсутствием наследника мужского пола, семья Мацуока назначила Матакити Иносэ временным главой школы. Руководство над Синдо Ёсин-рю вернулось в семью с совершеннолетием внука Мацуока, Тацуо Мацуока. Это произошло в 1917 году после того, как последний окончания Токийский Медицинский колледж. Матакити Иносэ официально вернул титул сокэ Синдо Есин-рю в семью Мацуока через Тацуо. Помимо деятельность в качестве 3-го главы школы Синдо Ёсин-рю, Тацуо Мацуока был также успешным политиком и выдающимся дзюдоистом, в конечном счёте достигшим 7-го дана. Он умер в 1989 году в возрасте 95 лет. Тацуо Мацуока не назначил 4-го сокэ, поэтому после его смерти оставшиеся студенты Синдо Ёсин-рю сформировали новую организацию под названием Синдо Ёсин-рю Домонкай и назначили её руководителем Рёдзо Фудзивару. В настоящее время доктор Фудзивара продолжает поддерживать и развивать Синдо Ёсин-рю.

### Обата-ха / Такамура-ха
В 1895 году старейший ученик Кацуносукэ, Сигэта Обата, получил мэнкё кайдэн и через три года основал собственную линию Синдо Ёсин-рю — Обата-ха.
Сигэта Обата родился в Киото в 1863 году в семье самурая по имени Обата Сибухару. В детстве он изучал традиции школы Миура Ёсин Корю. В 1883 году он переехал в Эдо и продолжил своё изучение боевых искусств, приступив к обучению техникам школы Тоцука-ха Ёсин-рю под руководством известного мастера Хидэми Тоцука. В 1885 году он приступил к изучению стиля Синдо Ёсин-рю непосредственно под руководством мастера Кацуносукэ Мацуока. В 1898 году, через три года после получения лицензии на преподавание, Сигэта Обата открыл собственное додзё в районе Асакуса (Токио) и назвал его Обата Эйбукан.
Сигэта Обата являлся видным бойцом в начале XX века, будучи в дружественных отношениях с такими известными личностями будо, как Кацута Хирацука (Ёсин-рю), Масамидзу Инадзу (Ёсин-корю), Дзигоро Кано (Дзюдо), Сокаку Такэда (Дайто-рю), Ёсида Котаро (Дайто-рю) и Такаэси Катаяма (Ёсин-рю).
В 1899 году у Сигэта Обата родился сын по имени Хидэёси. Сигэта следил за тем, чтобы его сын обучался традициям Синдо Ёсин-рю, и ожидал, что в конечном итоге тот станет вторым сокэ школы. В 1928 году у Хидэёси родился сын по имени Юкиёси. Во время Второй Мировой войны Хидэёси Обата был убит. После получения этой новости, Сигэта Обата вручил своему внуку, Юкиёси Обата, мэнкё кайдэн и назначил своим официальным преемником. В это же время Сигэта поручил своему ученику, лицензированному инструктору Намисиро Мацухиро, наблюдать за обучением своего внука. Кроме того, Юкиёси обучался техникам школы Мацудзаки Синкагэ-рю Хёхо, которые повлияли на его технический арсенал..
Сигэта Обата был убит и Обата Эйбукан было уничтожено в 1945 году во время бомбардировок Токио.
Через 10 лет после войны, Юкиёси Обата покинул Японию в конце концов поселился в Стокгольме, Швеция. В течение этого периода Юкиёси отказался от использования фамилии Обата и принял фамилию матери — Такамура. В 1960 году он женился и иммигрировал в Калифорнию, США. Этот шаг совпал с повышением американского интереса к азиатским боевым искусствам. По этой причине, Юкиёси создал группу студентов в области Северной Калифорнии. Примерно в 1968 году, Юкиёси Такамура переименован преподаваемое им искусство в Такамура-ха Синдо Ёсин-рю и основал организацию для контроля за его развитием и продвижением. Организация получило название Такамура-ха Синдо Ёсин Кай. Число членов организации медленно увеличивалось в течение следующих двадцати лет, и к середине 1980-х годов при поддержке десяти додзё и пятнадцати лицензированных инструкторов, преподающих в США, на Филиппинах, Японии и Европе.
Юкиёси Такамура умер в марте 2000 года в возрасте 72 лет. Перед смертью он выдал мэнкё кайдэн трём своим ученикам: Такаги Исо, Дэвиду Мейнарду и Тоби Тредгиллу. В 2003 году Такаги Исо и Дэвид Мейнард отказались от преподавания и попросили Тоби Тредгилла заняться контролем организации по всему миру, чем он и занялся. На сегодняшний день Такамура-ха Синдо Ёсин Кай управляется и развивается под руководством Тредгилла и его додзё, расположенного в Эвергрин (Колорадо, США). В настоящее время организация имеет додзё, функционирующие в Соединенных Штатах, Испании (Пальма-де-Мальорка, Ронда и Овьедо), Германии, Нидерландах, Канаде, Португалии (Лиссабон) и Новой Зеландии.

## Учебная программа
Стиль Синдо Ёсин-рю во многом претерпел влияние двух основных ветвей Ёсин-рю: Акияма Ёсин-рю и Накамура Ёсин-рю. Будучи практикантом таких школ, как Ходзоин-рю, Касима Синдэн Дзикисинкагэ-рю, Хокусин Итто-рю, Тоцука-ха Ёсин-рю и Тэндзин Синъё-рю, Мацуока Кацуносукэ консолидировал многие концепции этих различных традиций в основе своей школы Синдо Ёсин-рю.
Учебная программа школы организована в соответствии с большинством классических школ будо. Процесс обучения разделен на три уровня с выдачей соответствующих лицензий:
- Сёдэн (яп. 初伝);
- Тюдэн (яп. 中伝);
- Дзёдэн (яп. 上伝).

Кроме того в школе существует лицензия, предоставляющая право на преподавательскую деятельность и вручение сертификатов — Мэнкё кайдэн. Современное разделение на дан и кю отсутствует.
Синдо Ёсин-рю придаёт особое значение изящным и естественным движениям. Несмотря на то, что школа отражает комбинацию дзюдзюцу таких ученик, как Тэндзин Синъё-рю и Тоцука-ха Ёсин-рю, её техника является более мягкой.
Стиль ответвления Такамура испытал влияние школы Мацудзаки Синкагэ-рю Хёхо.

## Генеалогия
Основатель Синдо Ёсин-рю, Мацуока Кацуносукэ, изучал техники стилей Тоцука-ха Ёсин-рю у Тоцука Хикосукэ, Тэндзин Синъё-рю у Масамити Исо, Хокусин Итто-рю у Тиба Сюсаку, Дзикисинкагэ-рю у Сакакибара Кэнкити и Ходзоин-рю у Комадзава Ёсицугу. Свои наработки и традиции школы Синдо Ёсин-рю он передал двум своим лучшим ученикам: Иносэ Мотокити (продолжил основную линию) и Сигэта Обата (основал ветвь Обата-ха):

### Основная линия
Основная линия передачи традиций школы Синдо Ёсин-рю выглядит следующим образом:
1. Мацуока Кацуносукэ;
2. Иносэ Мотокити;
3. Мацуока Тацуо;
4. Рёдзо Фудзивара, основал Синдо Ёсин-рю Домонкай.

### Обата-ха / Такамура-ха
Линия Обата-ха, впоследствии ставшая Такамура-ха, выглядит следующим образом:
1. Мацуока Кацуносукэ;
2. Сигэта Обата (1863—1945), основал линию Обата-ха[2];
  - Мацухиро Намисиро;
3. Юкиёси Такамура (1928—2000), основатель Такамура-ха;
4. Тоби Тредгилл.

Перед смертью Юкиёси Такамура выдал мэнкё кайдэн трём своим ученикам: Такаги Исо, Дэвиду Мейнарду и Тоби Тредгиллу. В 2003 году Такаги Исо и Дэвид Мейнард отказались от преподавания и попросили Тоби Тредгилла заняться контролем организации по всему миру, чем он и занялся. На сегодняшний день Такамура-ха Синдо Ёсин Кай управляется и развивается под руководством Тредгилла и его додзё расположенного в Эвергрин, Колорадо, США.

### Накаяма-ха
Линия Накаяма-ха является прародителем современного стиля каратэ Вадо-рю и выглядит следующим образом:
1. Мацуока Кацуносукэ;
2. Иносэ Мотокити;
3. Накаяма Тацусабуро (1870—1933), основал линию Накаяма-ха;
4. Хиронори Оцука, получил мэнкё кайдэн 1 июня 1921 года, основал каратэ Вадо-рю.

## Влияние на каратэ
Синдо Ёсин-рю имеет ключевое и основополагающее значение в создании одного из самых известных стилей японского каратэ — Вадо-рю. Создатель этого стиля, Хиронори Оцука, c 1905 года обучался техникам Синдо Ёсин-рю под руководством лицензированного инструктора по имени Тацусабуро Накаяма. В те времена Накаяма выступал в качестве главного инструктора Гэнбукан додзё города Симоцума и работал учителем физкультуры в одной из средних школ. 1 июня 1921 года Хиронори Оцука получил мэнкё кайдэн школы Синдо Ёсин-рю, а полученные знания позже заложил в свой стиль каратэ.